# Formula Renault 2.0 Alps
Formula Renault 2.0 Alps är ett europeiskt Formel Renault 2.0-mästerskap som startades år 2011 som en sammanslagning av Formula Renault 2.0 Middle European Championship och Formula Renault 2.0 Italia.

## Poängskala
| Position        | 1:a | 2:a | 3:a | 4:a | 5:a | 6:a | 7:a | 8:a | 9:a | 10:a | Pole | SV. |
| Poängfördelning | 25p | 18p | 15p | 12p | 10p | 8p  | 6p  | 4p  | 2p  | 1p   | 1p   | 1p  |

Förarna måste klassificeras för att få poäng.

## Säsonger
| År   | Mästare         | Teammästare     | Juniormästare   |
| ---- | --------------- | --------------- | --------------- |
| 2011 | Javier Tarancón | Tech 1 Racing   | Melville McKee  |
| 2012 | Daniil Kvyat    | Tech 1 Racing   | Patrick Kujala  |
| 2013 | Antonio Fuoco   | Prema Powerteam | Antonio Fuoco   |
| 2014 | Nyck de Vries   | Koiranen GP     | Charles Leclerc |